# Centertown (Kentucky)
Centertown – miasto w Stanach Zjednoczonych, w stanie Kentucky, w hrabstwie Ohio.